# Chiesa di Sant'Andrea Apostolo (Massa Castello)
La chiesa di Sant'Andrea Apostolo è una chiesa parrocchiale di Massa Castello, frazione di Ravenna, situata all'incrocio fra le due vie principali della cittadina: la via Massa e la via Chiesa.

## Storia
La sua esistenza era già certa nel XIII secolo, dal momento che viene registrata in un elenco delle chiese presenti sul territorio; il documento accertante l'esistenza di questa chiesa, è una pergamena datata 15 agosto 1252, oggi custodita all'interno dell'Archivio Arcivescovile di Ravenna.
Nel corso di questi secoli, all'incirca fino al 1600, abbiamo pochissime notizie sulle varie modifiche apportate all'interno della chiesa.
La prima descrizione della parrocchiale, con relativo inventario dei beni contenuti al suo interno, si ha da una visita pastorale avvenuta nel 1613, anche se la chiesa verrà inaugurata successivamente nel 1752.
Nel 1778, il parroco don Andrea Cignani fece edificare una nuova casa parrocchiale, affidando l'incarico all'architetto Camillo Morigia, a cui viene attribuita anche la realizzazione dell'attuale chiesa di Massa Castello.

## Descrizione

### Campanile
Accanto alla chiesa, sorgeva il campanile in stile tardo medievale, rotondo a base conica, tipico delle chiese di Ravenna; distrutto dai bombardamenti della seconda guerra mondiale avvenuti nel 1944, verrà ricostruito sempre in stile medievale, ma a base quadrata, rifacendosi pur sempre ai campanili ravennati, con l'alternarsi di monofore, bifore e trifore.